# Ghulam Muhammad Ghous Khan
Amir ul-Hind, Wala Jah Umdat ul-Umara Mukhtar ul-Mulk Siraj ud-Daula Nawab Ghulam Muhammad Ghous Khan Bahadur Jang, fou nawab nazim del Carnàtic, fill i successor d'Azam Jah Umdat ul-Umara Mukhtar ul-Mulk Roshan ud-Daula Nawab Muhammad Munawwar Khan Bahadur Jang Sipah-Salar.
Va néixer a Madras el 25 d'agost de 1824 i va succeir al seu pare nominalment, quan aquest va morir el 12 de novembre de 1825 i fou instal·lat a palau el 23 de desembre de 1825. Els britànics li van permetre heretar el títol; als nawabs anteriors havien estat privats de tota activitat política i el sistema havia de continuar però conservant l'aparença d'un govern. Així fou nomenat regent el seu besoncle Azim Jah Bahadur Naib-i-Mukhtar, fins que va arribar a la majoria i fou investit de tots els limitats poders de què disposava el 25 d'agost de 1842. Va escriure "Ghulzar-i-Azam".
Va morir a Madras al palau Chepauk el 7 d'octubre de 1855 deixant només dues filles. D'acord amb la doctrina de Lord Dalhousie del lapse, el domini fou definitivament annexionat. Una branca col·lateral va obtenir el 1867 el títol de príncep d'Arcot.